# Ball (månekrater)
Ball er et nedslagskrater på Månen. Det befinder sig i det forrevne sydlige højland på Månens forside og er opkaldt efter den engelske astronom William Ball (ca. 1627 – 1690).
Navnet blev officielt tildelt af den Internationale Astronomiske Union (IAU) i 1935. 

## Omgivelser
Krateret ligger vest for Lexellkrateret og sydøst for Gauricuskrateret. Mod syd ligger kraterresten Sasserides, og længere mod syd-sydvest det fremtrædende Tychokrater. 

## Karakteristika
Krateret er cirkulært og symmetrisk og har kun været udsat for lidt nedslidning. Det indre har en ujævn overflade, som skråner ned mod den forholdsvis brede centrale top i kraterets midte.

## Satellitkratere
De kratere, som kaldes satellitter, er små kratere beliggende i eller nær hovedkrateret. Deres dannelse er sædvanligvis sket uafhængigt af dette, men de får samme navn som hovedkrateret med tilføjelse af et stort bogstav. På kort over Månen er det en konvention at identificere dem ved at placere dette bogstav på den side af satellitkraterets midte, som ligger nærmest hovedkrateret. Ballkrateret har følgende satellitkratere:
| Ball | Længde  | Bredde  | Diameter |
| ---- | ------- | ------- | -------- |
| A    | 34,7° S | 9,3° W  | 29 km    |
| B    | 36,9° S | 9,1° W  | 10 km    |
| C    | 37,7° S | 8,7° W  | 31 km    |
| D    | 35,6° S | 10,3° W | 21 km    |
| E    | 36,5° S | 8,1° W  | 5 km     |
| F    | 36,9° S | 8,5° W  | 12 km    |
| G    | 37,7° S | 10,1° W | 28 km    |

## Måneatlas
- Billeder af Ballkrateret i LPI-måneatlasset